# Lašići
Lašići is een plaats in de gemeente Vižinada in de Kroatische provincie Istrië. De plaats telt 37 inwoners (2001).